# Lussier River
Der Lussier River ist ein ca. 70 km langer orographisch linker Nebenfluss des Kootenay River im Südosten der kanadischen Provinz British Columbia. 

## Flusslauf
Der Lussier River entspringt im Top of the World Provincial Park in den Kanadischen Rocky Mountains. Der Ursprung des Flusses bildet der Bergsee Sparkle Lake auf einer Höhe von 2120 m an der Nordflanke des Mount Dingley (2639 m). Am Oberlauf des Flusses liegt der kleine See Fish Lake. Der Lussier River fließt 35 km nach Norden. Bei Lussier Hot Springs, im Whiteswan Lake Provincial Park gelegen, wendet sich der Fluss nach Westen und durchschneidet einen Bergkamm. Anschließend fließt der Lussier River nach Süden und mündet schließlich 45 km nördlich von Cranbrook in den Kootenay River.

## Hydrologie
Das Einzugsgebiet des Lussier River umfasst etwa 720 km². Der Juni ist der abflussreichste Monat im Jahr.